# Áreas importantes para tiburones y rayas

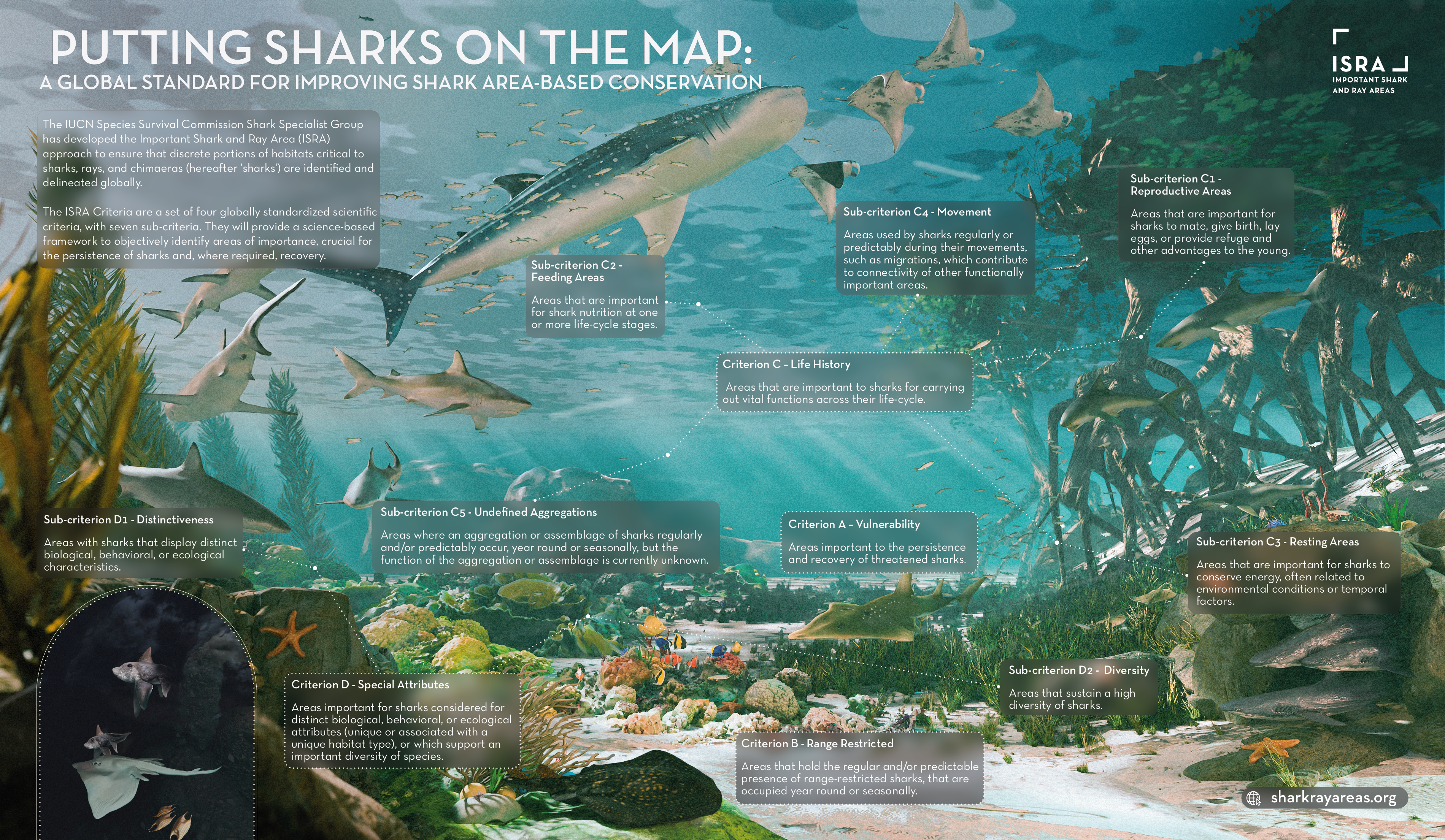
Los criterios de la ISRA tienen en cuenta las complejas necesidades biológicas y ecológicas de los tiburones. Hay cuatro criterios y siete subcriterios.

Las Áreas Importantes para Tiburones y Rayas - ISRA (acrónimo del inglés para Important Sharks and Rays Areas) son partes discretas de hábitats tridimensionales, que son importantes para una o más especies de condrictios (tiburones, rayas y quimeras), que tienen el potencial para ser manejadas para su conservación. Este proyecto es liderado por el Grupo de Especialistas en Tiburones de la Comisión para la Supervivencia de Especies de la Unión Internacional para la Conservación de la Naturaleza (UICN).
La visión de las ISRA es mejorar la conservación de todas las especies de tiburones, rayas, y quimeras mediante la aplicación de un enfoque espacial sistemático, respaldado por la identificación de las ISRA a lo largo de las áreas de distribución de estas especies. La misión de las ISRA es movilizar a científicos y conservacionistas para garantizar que se investiguen a nivel global las áreas de distribución de todas las especies conocidas de tiburones, rayas y quimeras, de modo que las ISRA sean identificadas y mapeadas dentro de dichas áreas, proporcionando a los tomadores de decisiones y otros grupos de interés, los conocimientos prácticos necesarios para la implementación de estrategias de conservación espacial adecuadas y sistemáticas.
La identificación de las ISRA es un proceso puramente biocéntrico, basado en hechos y fundamentado en la aplicación de criterios científicos respaldados por la mejor evidencia científica disponible. Esto hace que el proceso de identificación de las ISRA sea completamente independiente de presiones políticas. El objetivo principal de las ISRA es captar la atención de los políticos y tomadores de decisiones sobre la necesidad de mantener un estado de conservación favorable de los tiburones en esas áreas específicas, mediante la implementación de medidas de manejo apropiadas, que pudieran incluir la designación de una áreas marinas protegidas u otras medidas de manejos basadas en el área. El proyecto es financiado por Shark Conservation Fund, entre otros.
Los criterios para que un hábitat marino sea considerado como una ISRA son cuatro y se relacionan con la vulnerabilidad del mismo, su distribución geográfica tridimensional, la historia de vida, y atributos especiales de las especies. Una vez las zonas ISRA son aprobadas y declaradas, estas son incorporadas en un mapa electrónico en la página del proyecto.

## ISRA por regiones

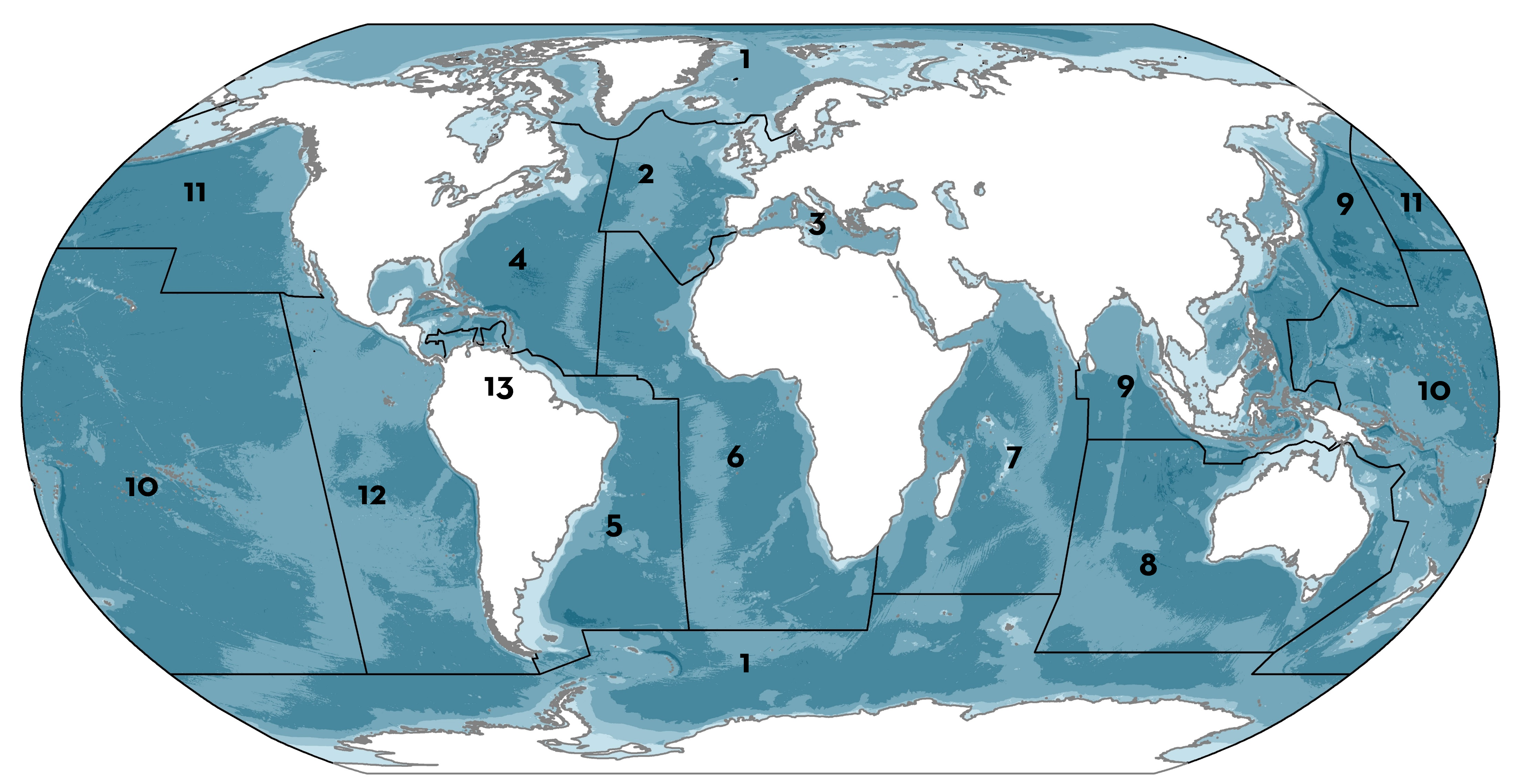
Las ISRA se identifican a través de un proceso dirigido por expertos planificado a lo largo de una serie de 13 talleres regionales

Hasta mayo del 2024, se han identificado 694 ISRA, 19 ISRA candidatas y 132 áreas de interés. Las ISRA candidatas y áreas de interés son áreas en donde se necesita mayor información pero tienen un potential en convertirse en ISRA.
Las ISRA se identifican a través de un proceso dirigido por expertos planificado a lo largo de una serie de 13 talleres regionales que cubren aguas globales. Las trece regiones son:
1. Aguas polares
2. Atlántico europeo
3. Mediterráneo y Mar Negro
4. América del Norte y el Atlántico Caribe
5. Atlántico sudamericano
6. Atlántico africano
7. Océano Índico occidental
8. Océano Índico australiano y sureste
9. Asia
10. Nueva Zelanda e islas del Pacífico
11. Pacífico norteamericano
12. Pacífico de América Central y del Sur
13. Aguas continentales de Sudamérica

En el primer taller regional, en octubre del 2022, el equipo del proyecto ISRA y los especialistas locales identificaron 65 ISRA en la región del Pacífico de América Central y del Sur (desde el Golfo de California en México hasta el sur de Chile, incluyendo las islas oceánicas de Revillagigedo, Isla de Pascua, entre otras).
En el segundo taller regional, en mayo del 2023, se identificaron 65 ISRA para la región del Mediterráneo y el Mar Negro.
En el tercer taller regional, en septiembre del 2023, se identificaron 125 ISRA para la región del Océano Índico Occidental.
En el cuarto taller regional, enero del 2024, se identificaron 122 ISRA para la región de Asia.
En el quinto taller regional, mayo del 2024, se identificaron 34 ISRA para la región de Aguas Polares.
En el sexto taller regional, agosto del 2024, se identificaron 179 ISRA para la región de Nueva Zelanda e islas del Pacífico.
En el séptimo taller regional, enero del 2025, se identificaron 21 ISRA para la región de Aguas continentales de Sudamérica
Están en proceso de ser identificadas las ISRA de las demás regiones.

## Criterios ISRA

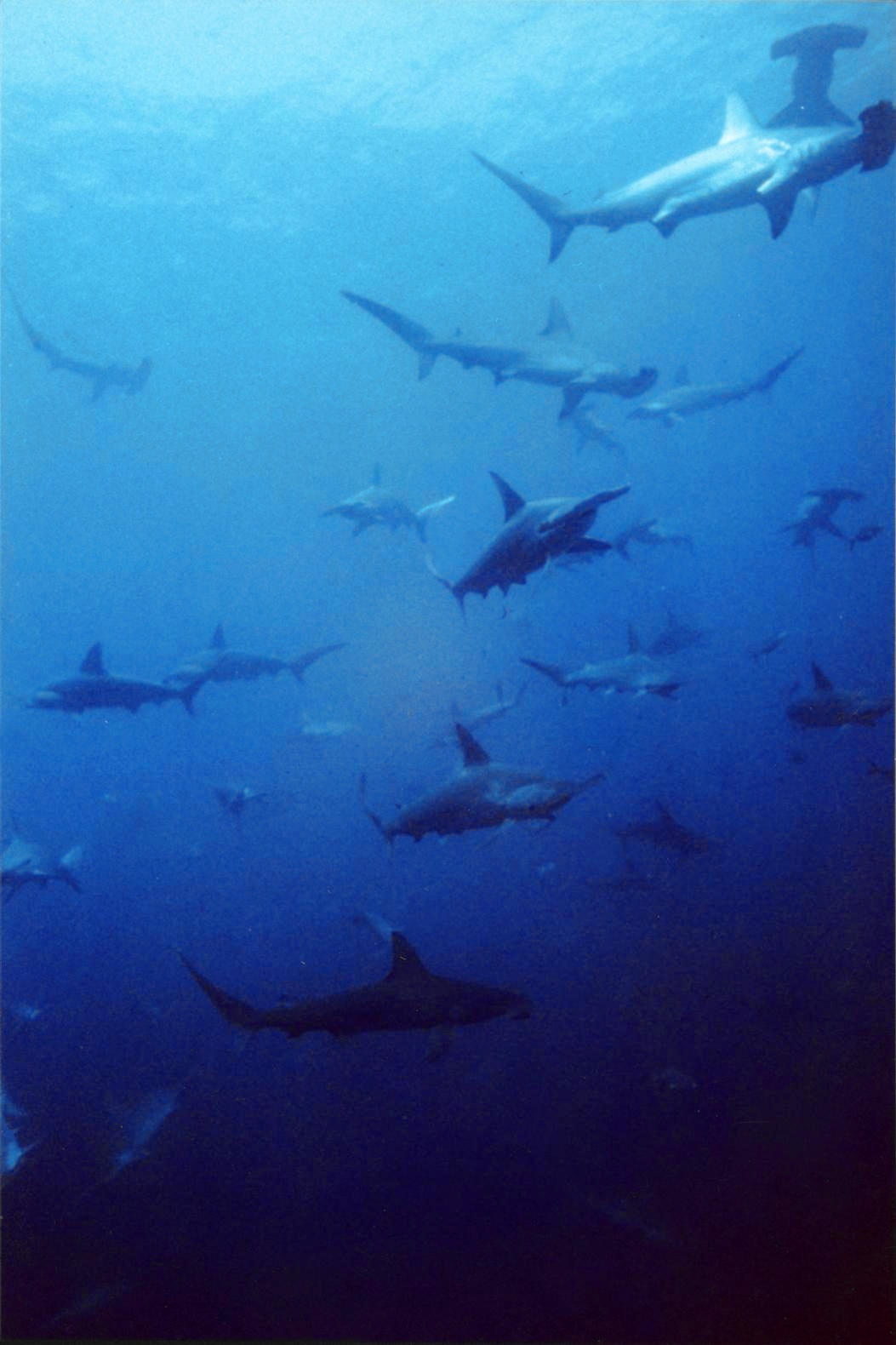
Agregación del tiburón martillo en las islas Galápagos

La identificación de las ISRA se logra mediante la aplicación de criterios fundamentados científicamente. La definición de estos criterios ISRA es de vital importancia para la efectividad de la herramienta en términos de su aplicación, estandarización y consistencia en todas las áreas identificadas, así como para garantizar la comparabilidad entre las ISRA a escalas nacionales, regionales, e internacionales. Los criterios están diseñados para abarcar los aspectos más importantes de la biología (por ejemplo, edad, crecimiento y reproducción), ecología y estructura poblacional de tiburones e incluir múltiples aspectos de la vulnerabilidad de las especies, patrones de distribución y movimientos, abundancias, requerimientos específicos de hábitat y actividades clave de su ciclo de vida, así como áreas de alta diversidad y endemismo.
El criterio A - Vulnerabilidad son áreas importantes para la persistencia y recuperación de tiburones, rayas o quimeras en peligro de extinción según la Lista Roja de Especies Amenazadas de la UICN u listados nacionales.
El criterio B - Distribución Restringida son áreas que contienen la presencia habitual o predecible de tiburones, rayas o quimeras con una distribución restringida y que son ocupadas de forma permanente o estacional.

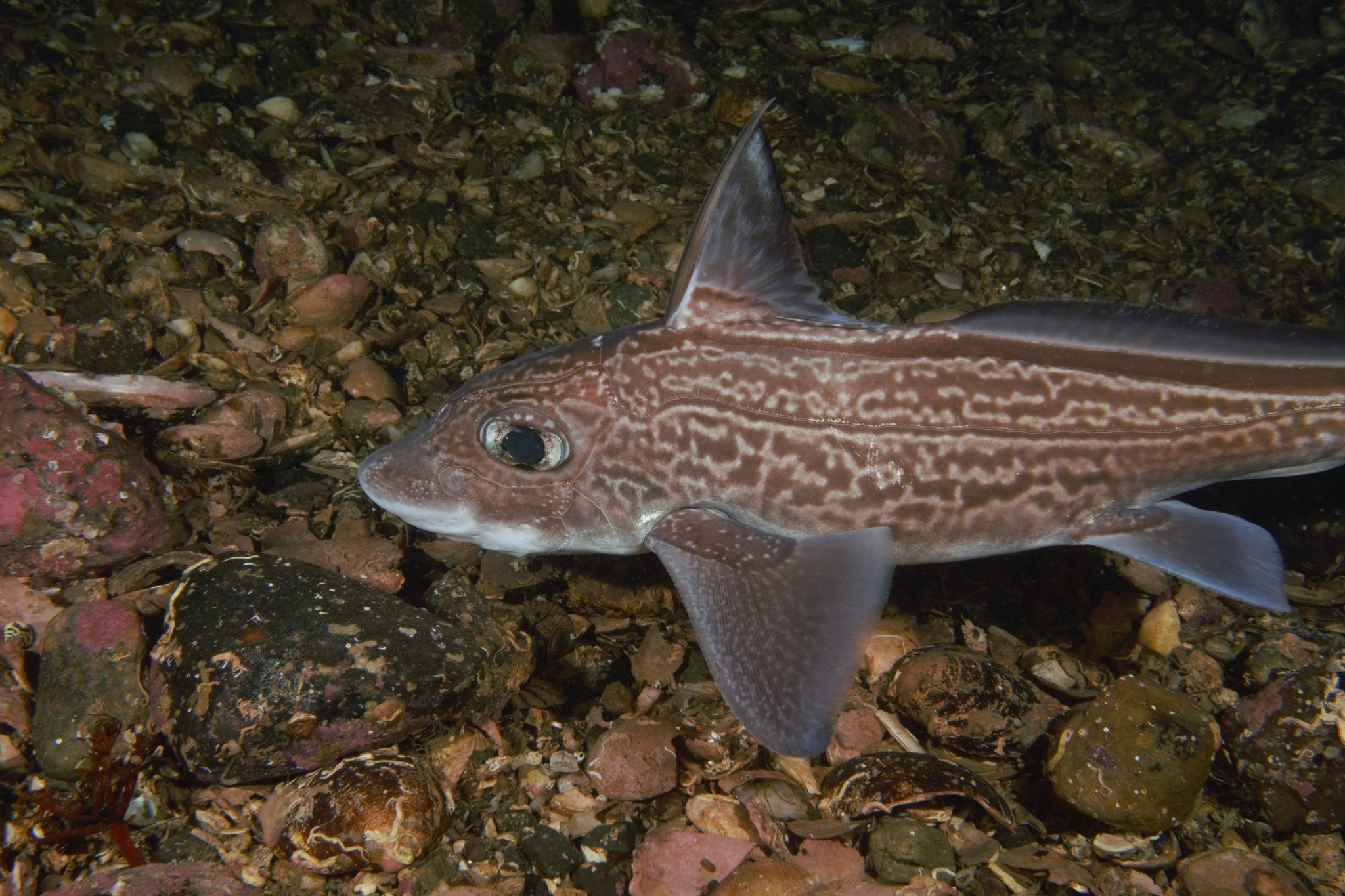
Chimaera monstrosa

El criterio C - Historia de Vida son áreas importantes para los tiburones, rayas y/o quimeras donde llevan a cabo funciones clave a lo largo de su ciclo de vida (incluyendo reproducción, alimentación, descanso, movimientos o agregaciones indefinidas). El subcriterio C1 - Áreas de Reproducción son áreas importantes para el apareamiento, alumbramiento, puesta de huevos o que ofrecen refugio y otras ventajas a los tiburones recién nacidos o menores de un año. El subcriterio C2 - Áreas de Alimentación son áreas importantes para la nutrición de los tiburones durante una o más etapas de su ciclo de vida. El subcriterio C3 - Áreas de Descanso son áreas importantes para la conservación de energía en tiburones y que a menudo están relacionadas con condiciones ambientales o factores temporales. El subcriterio C4 - Movimiento son áreas usadas de forma regular o predecible por tiburones durante sus movimientos, como por ejemplo, migraciones, las cuales contribuyen a la conectividad de áreas importantes. El subcriterio C5 - Agrupaciones Indefinidas son áreas  donde ocurren agregaciones o agrupaciones regulares o predecibles de tiburones, a lo largo de todo el año o estacionalmente, pero su función es actualmente desconocida.

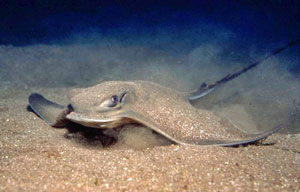
Raya águila alimentándose

El criterio D - Atributos Especiales son áreas importantes para los tiburones consideradas distintivas por sus atributos biológicos, conductuales, o ecológicos (únicos o asociados con un tipo de hábitat único), o que sostienen una diversidad importante de especies. El subcriterio D1 - Distintivo son áreas donde los tiburones muestran características distintivas de tipo biológico, conductual, o ecológico. El subcriterio D2 - Diversidad son áreas que contienen una diversidad importante de tiburones.

## Importancia de las ISRA
Los condrictios (tiburones, rayas, y quimeras) se enfrentan a una crisis de extinción global. De acuerdo con la Lista Roja de Especies Amenazadas de la UICN, se estima que, actualmente, más de un tercio de los condrictios se encuentran amenazados de extinción. En el último siglo, la pesca ha tenido un impacto significativo y acumulado en los condrictios y esta amenaza se ha agravado por la pérdida de hábitat y el cambio climático. Los niveles de amenaza son más altos en áreas costeras donde se encuentran el 75 % de las especies amenazadas. Esto hace que los tiburones sean uno de los taxones más amenazados en el ambiente marino, solo superado por los anfibios a nivel mundial.